# Vencer ou Vencer (álbum)
Vencer ou Vencer é o segundo álbum de estúdio da cantora de música gospel brasileira Gisele Nascimento lançado pela Line Records em 2003.
O álbum foi produzido por Tuca Nascimento. Além disso, conta com a participação de Michelle Nascimento na faixa Me falaram de ti e do próprio Tuca Nascimento, na faixa Diga aleluia.
A música Vencer ou vencer foi indicada ao Troféu Talento 2004 na categoria Música do ano. O disco também foi indicado na categoria Melhor CD Pop e fez a cantora ser indicada na categoria Cantora do ano, na mesma premiação. O CD vendeu mais de 100 mil cópias.

## Faixas
1. Vencer ou Vencer (Beno César e Solange de César)
2. Carinha de Anjo (Beno César e Solange de César)
3. Estou Muito Bem (Paulo Francisco)
4. A Tua Presença (Beno César e Solange de César)
5. Eu Te Amo (Abílio Varella)
6. Diga Aleluia! (Mattos Nascimento)
7. A Volta (Tuca Nascimento e Lenno Maia)
8. Alô! Amigo (Paulo Francisco)
9. Sou Contigo (Ester César)
10. Pra Que Temer? (Marcos Nascimento)
11. Me Falaram de Ti (Beno César e Solange de César)

## Ficha Técnica
- Direção executiva: Line Records
- Direção artística: Beno César
- Produzido por Tuca Nascimento
- Assistente de produção: ABF Resende
- Arranjos: Tuca Nascimento e Renan Penedo
- Gravado no Estúdio Canto de Vitória por Nelson (Nescau)
- Mixado por Edinho, Sérgio Rocha e Renan Penedo
- Piano: Serginho
- Teclados: Tutuca Borba
- Baixo: Charles
- Bateria: Valmir Bessa
- Guitarra: Pablo Chies
- Violões: Mindinho
- Órgão e cordas: Tuca Nascimento
- Percussão: Ubiratan Silva e Valmir Bessa
- Sax e flauta: Zé Canuto
- Vocal: Gisele Nascimento, Rute Nascimento, Marcos Nascimento, Tuca Nascimento, Wilian Nascimento e Aline Santana
- Efeito de tumba na música "Carinha de Anjo": Ubiratan Silva
- Participação especial na música "Me Falaram de Ti": Michelle Nascimento
- Participação especial na música "Diga Aleluia!": Tuca Nascimento
- Fotos e arte: Digital Design (Sérgio Menezes)